# Filaroidinae
Die Filaroidinae sind eine Unterfamilie der Fadenwürmer. Tiermedizinisch bedeutsam sind vor allem Oslerus osleri, Filaroides hirthi und Filaroides milksi als Lungenparasiten bei Hunden, die weltweit vorkommen.

## Merkmale
Die Mundhöhle der Filaroididae ist rudimentär, die Mundöffnung ohne Lippen. Die Begattungstasche (Bursa copulatrix) ist entweder zurückgebildet und ihre Rippen nur als kleine Papillen angedeutet oder sie fehlt ganz. Die Vulva liegt im hinteren Teil des Körpers. Die Weibchen sind ovovivipar, im abgegebenen Ei befindet sich also bereits eine Larve. Der weitere Lebenszyklus ist sehr variabel. Es gibt Arten mit direktem Lebenszyklus, aber auch solche mit Zwischen- oder Stapelwirten.

## Innere Systematik
Die ursprünglich als Familie Filaroididae angelegte Unterfamilie enthält nur die Tribus Filaroidini, diese wiederum nur die Untertribus der Filaroidinii. Darin sind 35 Arten in folgenden sechs Gattungen zusammengefasst:
- Chabaudistrongylus Kontrimavichus & Delyamure, 1979
- Filariopsis Van-Thiel, 1926
- Filaroides Van-Beneden, 1858
- Oslerus Hall, 1921
- Parafilaroides Dougherty, 1946
- Rauschivingylus Kontrimavichus & Delyamure, 1979